# Mur chiński (informatyka)
Mur chiński – pojęcie z zakresu informatyki, odnoszące się do sposobu tworzenia oprogramowania z wykorzystaniem inżynierii wstecznej.
Polega on na stworzeniu dwóch niezależnych grup programistów, z których pierwsza tworzy dokumentację na podstawie kodu źródłowego odzyskanego za pomocą inżynierii wstecznej, a druga pisze nowy program na podstawie utworzonej dokumentacji.
Pierwsza grupa nigdy nie pisze nowego kodu, a druga nigdy nie widzi kodu pierwotnego. Metoda ta oddziela nowy kod od starego, przez co są to całkowicie niepowiązane programy.
Dzięki zastosowaniu tej techniki można odeprzeć zarzuty o wykorzystanie fragmentów kodu źródłowego dotychczasowych programów w nowych projektach, co jest dość częstym zarzutem wobec otwartego oprogramowania stawianym przez firmy informatyczne tworzące oprogramowanie zamknięte, jak np. Microsoft.
W celu dodatkowego zabezpieczenia przed tego typu zarzutami niektórzy tworzący oprogramowanie tą metodą, np. twórcy systemu operacyjnego ReactOS, przeprowadzają również audyt swojego kodu źródłowego.